# 90 TCN
Năm 90 TCN là một năm trong lịch Julius. 